# Torretta-Scalzapecora
Torretta Scalzapecora (localmente detta Villaricca 2) è una frazione di 4.383 abitanti del comune di Villaricca, nella città metropolitana di Napoli, in Campania. 
È attraversata da "via consolare campana" che prende il nome dalla strada di origine romana Via Antica consolare campana.

## Geografia fisica
La frazione di Torretta-Scalzapecora si trova nell'Agro giuglianese, dista circa 4 km dal comune di Villaricca, nella zona sud-ovest del vicinissimo comune di Qualiano e nella zona a nord del comune di Quarto. Sorge a 150 m s.l.m.. È divisa dal comune di Villaricca da una striscia lunga circa 250 m.

## Monumenti e luoghi d'interesse
- Chiesa di San Giovanni Paolo II. Venne istituita come parrocchia nel 2013.
- Antiche Masserie, testimonianze della civiltà contadina. Come Masseria Iommelli con pozzo e reperti funebri, Masseria Guardia, Masserie Regina coeli e Masseria Frecciarulo con costruzioni del periodo dell'antica Roma.
- Casamatta (o caposaldo) "Bologna"[3], una delle architetture militari di difesa realizzate durante la seconda guerra mondiale e situate nella zona[4], presente nelle vicinanze della cosiddetta rotonda Maratona.

## Società
Nel 1946 non risultavano edifici censiti oltre le Masserie, è stata massicciamente cementificata dopo il 1971, accogliendo un gran numero di persone trasferite da Napoli.
Torretta Scalzapecora dispone di una scuola (Istituto comprensivo Italo Calvino) e di una struttura alberghiera.